# Kamal Lazraq
Kamal Lazraq est un réalisateur marocain né en 1984 à Casablanca.

## Biographie
Kamal Lazraq entreprend des études de droit et de sciences politiques avant d'intégrer la Fémis dont il sort diplômé en 2011. Son film de fin d'études, Drari, obtient la même année le Grand prix du court métrage au Festival du film de Belfort - Entrevues,.
Son premier long métrage, Les Meutes, tourné à Casablanca, est récompensé par le Prix du jury de la section Un certain regard au Festival de Cannes 2023.

## Filmographie

### Courts métrages
- 2011 : Drari
- 2014 : L'Homme au chien

### Long métrage
- 2023 : Les Meutes